# Uli Baur
Uli Baur (* 14. Februar 1956 in Herrsching am Ammersee; † 8. September 2018) war ein deutscher Journalist. Er war bis Ende 2012 Chefredakteur des Magazins Focus, ab Anfang 2013 gemeinsam mit Helmut Markwort Mitherausgeber.

## Leben
Nach dem Abitur begann Baur seine journalistische Laufbahn von 1977 bis 1979 als Volontär beim Münchner Merkur, wo er anschließend bis 1982 auch als Redakteur beschäftigt war. Von 1982 bis 1985 arbeitete Baur als Redakteur beim Gong Verlag. In den Jahren 1985 bis 1991 war er Chefredakteur und Programmchef bei Radio Gong 2000 in München. Nach der Wende in der DDR und anschließenden deutschen Wiedervereinigung war er 1991 und 1992 am Neuaufbau der Schweriner Volkszeitung beteiligt, die damals vom Burda-Verlag übernommen worden war. Ab 1992 war Baur aktiv am Aufbau des Focus beteiligt, der als Gegenstück zum Nachrichtenmagazin Der Spiegel positioniert werden sollte. Von 1993 bis 2004 war er dort als stellvertretender Chefredakteur tätig. Ab 2004 war Baur Chefredakteur des Magazins, anfangs gemeinsam mit Helmut Markwort bzw. Wolfram Weimer, ab Juli 2011 als alleiniger Chefredakteur. Ab Jahresbeginn 2013 war er gemeinsam mit Markwort Focus-Herausgeber.
Baur war seit 1989 verheiratet und Vater einer Tochter.
Er starb am 8. September 2018 am Starnberger See.